# Ga Phú Hòa
Ga Phú Hòa là một nhà ga xe lửa tại huyện Lệ Thủy, tỉnh Quảng Bình. Nhà ga là một điểm trên tuyến đường sắt Bắc Nam tiếp nối sau ga Mỹ Đức và trước ga Mỹ Trạch.